# ルファビュリュー
ルファビュリュー（仏：Le Fabuleux）はフランス生まれのサラブレッドであり、競走馬としてフランスのダービーにあたる1964年のジョッケクルブ賞などを制し、種牡馬としても1980年にフランスのリーディングブルードメアサイアーに輝くなど活躍した。

## 経歴

### 出自
母Anguarは31戦15勝、父Wild Riskは障害競走を含め36戦13勝をあげ、 種牡馬としても1955年、1961年及び1964年の3度フランスのリーディングサイアーに輝いている。 

### 競走成績
ルファビュリューは、2歳時からクリテリウムドサンクルーで優勝するなど中距離レースで活躍し、3歳時にはリュパン賞、ジョッケクルブ賞を連勝した。

### 種牡馬成績
種牡馬入り後は、1984年のカナダ年度代表馬Dauphin Fabuleuxなどを輩出し、母の父としても1980年にはフランスでリーディングブルードメアサイアーに輝いた。

## 競走成績

### 1963年 (2歳時)
- コンデ賞 (2000m)
- クリテリウムドサンクルー (2000m)

### 1964年 (3歳時)
- ノアイユ賞 (2200m)
- グレフュール賞 (2100m) 2着
- リュパン賞 (2100m)
- ジョッケクルブ賞 (2400m)
- プランスドランジュ賞

## 主な産駒

### 代表産駒
- Dauphin Fabuleux (CAN,1982,栗毛,母 Jansum Regal,母の父 ヴァイスリーガル)-1984年カナダ年度代表馬
- Bourbon (FR,1968,鹿毛,母 Biobelle,母の父 Cernobbio)-1971年ロワイヤルオーク賞
- Effervescing (USA,1973,栗毛,母 Sparkling,母の父 Bold Ruler)-1976年マンノウォーステークス
- Meneval (USA,1973,鹿毛,母 Nalee,母の父 Nashua)-1976年アイリッシュセントレジャー
- Lalika (FR,1967,栗毛,母 Kalila,母の父 ボウプリンス)-1970年サンタラリ賞
- The Bart (USA,1976,鹿毛,母 Liscia,母の父 セントクレスピン)-1982年ハイアリアターフカップ
- French Charmer (USA,1978,栗毛,母 Bold Example,母の父 ボールドラッド)-1981年デルマーオークス
- Ben Fab (CAN,1977,黒鹿毛,母 Nearanna,母の父 Nearctic)-1981年スターズ&ストライプスハンデキャップ
- Fabulous Time (USA,1974,鹿毛,母 Her Prerogative,母の父 Buckpasser)-1978年マンハッタンハンデキャップ
- Fabled Monarch (USA,1973,鹿毛,母 Monarchy,母の父 Princequillo)-	1976年レキシントンハンデキャップ
- L'Ensorceleur (FR,1972,鹿毛,母 Klainia,母の父 Klairon)-1975年ドーヴィル大賞
- Dragoon (FR,1967,鹿毛,母 Vahinee,母の父 Mourne)-1970年ノアイユ賞
- McKenzie Bridge (USA,1973,鹿毛,	母 Nanticious,母の父 Nantallah)-1976年ベルモントステークス 2着
- La Manille (FR,1968,鹿毛,母 La Magnanarelle,母の父 Herbager)-1971年オークス 3着
- Fabuleux Jane (USA,1974,栗毛,母 Native Partner,母の父 Raise a Native)-1977年ディアヌ賞 3着

### 母の父としての代表産駒
- Le Glorieux(GB,1984,鹿毛,父 Cure the Blues,母La Mirande)-1987年ジャパンカップ
- Unbridled (USA,1987,鹿毛,父 Fappiano,母 Gana Facil)-1990年ケンタッキーダービー
- Manila (USA,1983,鹿毛,父 Lyphard,母 Dona Ysidra)-1986年ブリーダーズカップ・ターフ
- Mrs. Penny (USA,1977,栗毛,父 Great Nephew,母 Tananarive)-1980年ディアヌ賞
- フジキセキ(1992,青鹿毛,父 サンデーサイレンス,母 ミルレーサー)-1994年朝日杯3歳ステークス
- Zilzal (USA,1986,栗毛,父 Nureyev,母 French Charmer)-1989年クイーンエリザベス2世ステークス
- Cahill Road (USA,1988,鹿毛,父 Fappiano,母 Gana Facil)-1991年ウッドメモリアルステークス
- Chief Singer (IRE,1981,黒鹿毛,父 Ballad Rock,母Principia)-1984年サセックスステークス
- ステートリードン (USA,1984,青鹿毛,父 Nureyev,母 Dona Ysidra)-1987年ハリウッドダービー
- Ginger Brink (FR,1980,栗毛,父 Brinkmanship,母 La Roussiere)-1983年ハリウッドダービー
- Nastique (USA,1984,鹿毛,父 Naskra,母 La Fantastique)-1988年メートリアークステークス
- St. Hilarion (USA,1982,鹿毛,父 Sir Ivor,母 Fabulous Native)-1985年イタリアジョッキークラブ大賞
- Joyeux Danseur (USA,1993,鹿毛,父 Nureyev,母 Fabuleux Jane)-1998年ターフクラシック招待
- Daacha (NZ,1989,栗毛,父 ダハール,母 Great Verdict)-1995年シドニーカップ
- シャイニンレーサー(日本,1991,黒鹿毛,父ノーザンテースト,母	ミルレーサー)-1996年マーメイドステークス

## 血統表
| Le Fabuleuxの血統      | Le Fabuleuxの血統             | Le Fabuleuxの血統   | （血統表の出典）    | （血統表の出典） |
| 父系                   | ワイルドリスク系              | ワイルドリスク系    | ワイルドリスク系    | [ § 2 ]          |
| 父 Wild Risk 鹿毛 1940 | 父の父Rialto 栗毛1923         | Rabelais            | St.Simon            | St.Simon         |
| 父 Wild Risk 鹿毛 1940 | 父の父Rialto 栗毛1923         | Rabelais            | Satirical           |                  |
| 父 Wild Risk 鹿毛 1940 | 父の父Rialto 栗毛1923         | La Grelee           | Helicon             | Helicon          |
| 父 Wild Risk 鹿毛 1940 | 父の父Rialto 栗毛1923         | La Grelee           | Grignouse           |                  |
| 父 Wild Risk 鹿毛 1940 | 父の母Wild Violet 鹿毛 1935   | Blandford           | Swynford            | Swynford         |
| 父 Wild Risk 鹿毛 1940 | 父の母Wild Violet 鹿毛 1935   | Blandford           | Blanche             |                  |
| 父 Wild Risk 鹿毛 1940 | 父の母Wild Violet 鹿毛 1935   | Wood Violet         | Ksar                | Ksar             |
| 父 Wild Risk 鹿毛 1940 | 父の母Wild Violet 鹿毛 1935   | Wood Violet         | Pervencheres        |                  |
| 母 Anguar 鹿毛 1950    | 母の父Verso 鹿毛 1940         | Pinceau             | Alcantara           | Alcantara        |
| 母 Anguar 鹿毛 1950    | 母の父Verso 鹿毛 1940         | Pinceau             | Aquarelle           |                  |
| 母 Anguar 鹿毛 1950    | 母の父Verso 鹿毛 1940         | Variete             | La Farina           | La Farina        |
| 母 Anguar 鹿毛 1950    | 母の父Verso 鹿毛 1940         | Variete             | Vaya                |                  |
| 母 Anguar 鹿毛 1950    | 母の母La Rochelle 黒鹿毛 1945 | Easton              | Dark Legend         | Dark Legend      |
| 母 Anguar 鹿毛 1950    | 母の母La Rochelle 黒鹿毛 1945 | Easton              | Phaoma              |                  |
| 母 Anguar 鹿毛 1950    | 母の母La Rochelle 黒鹿毛 1945 | Sans Tares          | Sind                | Sind             |
| 母 Anguar 鹿毛 1950    | 母の母La Rochelle 黒鹿毛 1945 | Sans Tares          | Tara (13-c)         |                  |
| 母系(F-No.)            | 13号族(FN:13-c)               | 13号族(FN:13-c)     | 13号族(FN:13-c)     | [ § 3 ]          |
| 5代内の近親交配        | 5代内アウトブリード           | 5代内アウトブリード | 5代内アウトブリード | [ § 4 ]          |
| 出典                   | 1. 2. 3. 4.                   | 1. 2. 3. 4.         | 1. 2. 3. 4.         | 1. 2. 3. 4.      |